# Télfy Iván
Télfy Iván (Zima Iván, Télfy János) (Nagyszombat, 1816. június 18. – Budapest, 1898. augusztus 2.) bölcseleti doktor, egyetemi rendes tanár, a Magyar Tudományos Akadémia levelező tagja.

## Élete
Nagyszombatban, hol 1825-től 1831-ig a gimnáziumi, 1832-től 1834-ig a katolikus papnevelőben a teológiai és bölcseleti tanfolyamot végezte. 1834. augusztus 29-én bölcseleti doktorrá avatták fel a pesti egyetemen; azután 3 évig a bécsi Pazmaneum növendéke volt; 1836. december 9-én pedig kiállotta a görög és sémi nyelvekből a doktori szigorlatot. 
Kilépvén a papságból, Jordánszky Elek püspök volt legnagyobb jótevője. 1837-ben Bécsből Olaszországba, majd Triesztbe utazott és ott a postaigazgatóságnál mint díjnok, majd az államszámvevőségnél mint első gyakornok működött. 1838 végén Pestre utazott, hol a jogi tudományokból magánvizsgálatokat állott ki. 1840 szeptemberében pályázati vizsgálatot tett az oklevéltani, novemberben a mezőgazdasági, technológiai és természetrajzi tanszékre. 
1841-ben ügyvéd lett és 1843-44-ben a távollevők követe a pozsonyi országgyűlésen. Ekkor választották meg a páduai akadémia levelező tagjává. Az országgyűlés végén mint ügyvéd Nagyszombatban telepedett le s polgártársai az újonnan megalakult védegylet jegyzőjének választották meg. 1846. március 1-jén elfoglalta meghívás folytán a pesti egyetemen a görög nyelv és irodalom tanszékét mint helyettes tanár (1852-ben a klasszikafilológia rendkívüli, 1868-ban rendes tanára lett). 1847. április 25-én Zima családi nevét Télfyre változtatta. Ez évben elvállalta az olasz nyelv és irodalom helyettes tanárságát is.
1864. január 20-án a Magyar Tudományos Akadémia választotta levelező tagjává. 1886. szeptember 3-án nyugalomba vonult. A szünidőket rendszerint utazásokkal töltötte el; beutazta egész Európát és kétszer látogatta meg Görögországot (1869-ben és 1888-ban a mikor előadást tartott görög nyelven az athenae Parnassos társulat egyik ülésén). A görögországi tudományos társulatokon kívül több európai társaság választotta meg tiszteleti, illetve levelező tagjának; a görögök királya pedig kitüntette a Megváltó rendnek koronás arany keresztjével. 
Meghalt 1898. augusztus 2-án Budapesten. A Magyar Tudományos Akadémiában 1902. február 24-én Pecz Vilmos tartott fölötte emlékbeszédet.
Télfy irodalmi munkássága és tanügyi dolgozatai is 1848-tól mindvégig a klasszika filológia ügyét szolgálták. Cikkeit és önálló munkáit az Akadémiai Almanachok, de különösen Pecz Vilmos Emlékbeszéde felsorolják (utóbbi munkáinak lajstromaként 1839-től 1896-ig 324 címet közöl).

## Munkái
- A statisztika elmélete. Pozsony, 1844
- A mezei gazdaság statisztikája. Uo. 1845
- Gyakorlati ó- és új görög nyelvtan. Buda, 1848
- Görög források a scythák történetéhez. Magyar Tudományos Értekező. Második kötet. 1. füzet: 30–49. (1862) (Télfy János szerzői néven)
- Görög források a scythák történetéhez. Folytatás. Magyar Tudományos Értekező. Második kötet. 2. füzet: 137–171. (1862) (Télfy János szerzői néven)
- Görög források a scythák történetéhez. Folytatás. Magyar Tudományos Értekező. Második kötet. 3. füzet: 201–227. (1862) (Télfy János szerzői néven)
- Görög források a scythák történetéhez. (Folytatás.) Magyar Tudományos Értekező. Második kötet. 4. füzet: 320–333. (1862) (Télfy János szerzői néven)
- Görög források a scythák történetéhez. (Vége.) Magyar Tudományos Értekező. Második kötet. 5. és 6. füzet: 361–398. (1862) (Télfy János szerzői néven)
- Magyarok őstörténete. Görög források a scythák történetéhez. Pest, 1863 (Télfy János szerzői néven)
- A classica philologia encyclopaediájához. Uo. 1864
- Sententiae Spriptorum Graecorum. Uo. és Lipcse, 1864
- Aeschylos. Pest, 1867
- Solon adótörvényéről. Pest, 1868
- Adalékok az attikai törvénykönyvhez. Pest, 1868
- Corpus Iuris Attici. Graece et Latine. Pest és Lipcse, 1868 Online
- Solomos Dénes költeményei és a hétszigeti görög népnyelv. Pest, 1871
- Aeschylos. Pest, 1876
- Eranos. Uo. 1877
- Rankovis Kleon újgörög drámája. Uo. 1879
- Újgörög irodalmi termékek. Uo. 1883
- Középkori görög verses regények. Uo. 1883
- Nyelvészeti mozgalmak a mai görögöknél. Uo. 1885
- Heracles Rankavis Kleon hellén drámája. Uo. 1886
- Jelentés újhellen munkákról. Uo. 1887
- Három franczia hellenista és a volapük. Uo. 1888
- Ujabb hellén munkák és a hellén nyelvtanítás. Uo. 1890
- Kisfaludy Károly "Mohácsa" görögül. Uo. 1891
- Újgörög munkák ismertetése. Uo. 1894
- Két újgörög nyelvtan magyarul. Uo. 1895. sat.